# AY-3-8500
 (février 2014).
 (février 2014).
Si vous disposez d'ouvrages ou d'articles de référence ou si vous connaissez des sites web de qualité traitant du thème abordé ici, merci de compléter l'article en donnant les références utiles à sa vérifiabilité et en les liant à la section « Notes et références ».

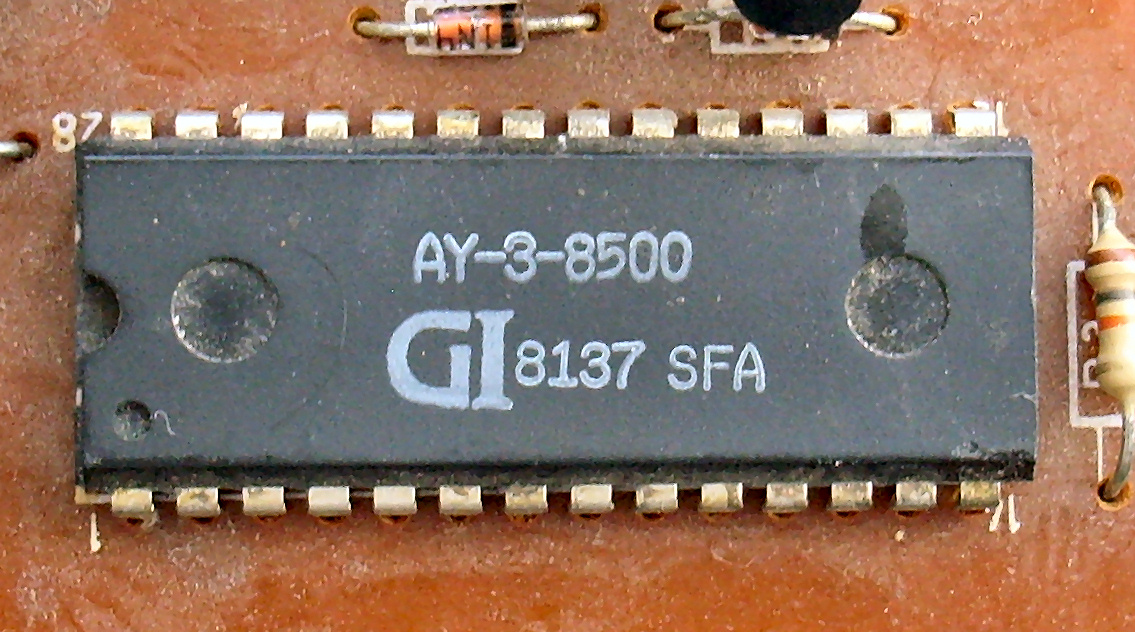
Une puce AY-3-8500

La puce AY-3-8500 est un circuit intégré permettant de jouer au jeu vidéo Pong. Créé en 1976 par General Instrument, le circuit intégré a été prévu pour être alimenté par une pile, seuls un nombre minimum de composants sont requis pour le fonctionnement. Une puce équivalente a été développée par Texas Instruments : la TMS 1965.

## Description
Cette puce permet de jouer à six jeux différents. Les noms repris ici correspondent à ceux de la spécification.
- Tennis : Il s'agit du jeu de base. Deux joueurs bougent une « raquette » de part et d'autre de l'écran afin de renvoyer la balle (symbolisée par un carré). Le service revient à celui qui a gagné l'échange, avec une initialisation aléatoire. Le jeu se joue en 15 points.
- Squash : Idem au Tennis, mais les deux joueurs sont du même côté de l'écran.
- Practice : Idem au Squash, mais à un seul joueur. Le score s'incrémente à chaque perte. Il n'y a pas de jeu contre l'adversaire.
- Hockey/Soccer : Les deux joueurs bougent cette fois-ci deux raquettes, un gardien et un attaquant (dans la zone de jeu adverse), les cages sont ressérées.
- Rifle Game : Disponible en version un joueur et deux joueurs.